# Little Red River 106C
Little Red River 106C är ett reservat i Kanada.   Det ligger i provinsen Saskatchewan, i den centrala delen av landet, 2 300 km väster om huvudstaden Ottawa.
Omgivningarna runt Little Red River 106C är en mosaik av jordbruksmark och naturlig växtlighet. Runt Little Red River 106C är det mycket glesbefolkat, med 3 invånare per kvadratkilometer.